# Karl von der Heydt
Karl von der Heydt (* 31. Juli 1858 in Elberfeld (heute Stadtteil von Wuppertal); † 22. August 1922 in Bad Godesberg) war ein deutscher Bankier, Förderer des Kolonialismus, Vorsitzender des Alldeutschen Verbandes, Literat und Mäzen.

## Leben
Karl von der Heydt stammte aus der Elberfelder Bankiersfamilie von der Heydt. Er war ein Sohn von Karl Friedrich von der Heydt und Maria Theresia (geb. von Hurter), einer Urenkelin des Freiherrn Johann Heinrich von Hurter. Er selbst heiratete Elisabeth Wülfing, mit der er zwei Töchter hatte.
Nach dem frühen Tod des Vaters wurde er von seinem Großvater Carl von der Heydt streng reformiert erzogen. Nach dem Abitur in Elberfeld leistete er 1876 als Einjährig-Freiwilliger seinen Militärdienst beim 2. Garde-Ulanen-Regiment in Berlin ab. Danach begann er ein Studium der Philosophie in Bonn und Rom. Er unternahm auch Reisen nach Amerika. Auf Wunsch der Familie musste er das Studium abbrechen. 
Er absolvierte eine Banklehre und trat in die Familienbank ein. 1881 wurde er einer der Teilhaber des Bankhauses von der Heydt-Kersten & Söhne. Er war häufig in Berlin und erwarb 1891 die Villa seines Großonkels August von der Heydt. 
In der Reichshauptstadt leitete er zunächst eine Filiale der familieneigenen Bank, ehe er sich 1895 mit dem Bankhaus Heydt & Co. selbstständig machte. Er kam in Kontakt mit Carl Peters und wurde ein Förderer der deutschen Kolonialpolitik. Er war Mitglied verschiedener entsprechender Verbände und Institutionen; so war er Vorsitzender der Deutsch-Ostafrikanischen Gesellschaft. Als einer von wenigen deutschen Bankiers unterstützte er die Kolonialpolitik finanziell, publizistisch und politisch. Er ermöglichte es Peters, zehn Expeditionen zu bezahlen, um Verträge mit einheimischen Stammesführern abzuschließen und so das Gebiet der Kolonie in Ostafrika zu erweitern. Sein geschätztes Vermögen betrug 1913 5,3 Millionen Mark. Sein jährliches Einkommen lag bei 0,4 Millionen. 1919 übertrug er seine Bank an das Bankhaus Delbrück, Schickler & Co.
Karl von der Heydt war politisch freikonservativ eingestellt. Er war zeitweise auch Vorsitzender des Alldeutschen Verbandes und plädierte vergeblich dafür, eine eigene nationale Partei zu gründen. Allerdings war der Verband zur Zeit seiner Präsidentschaft zwischen 1891 und 1893 noch eher eine Honoratiorenvereinigung ohne Massenanhang.
Die Berliner Villa von der Heydts gestaltete er im Stil der Zeit repräsentativ um. Beraten von Wilhelm von Bode sammelte er alte Meister. Er trug etwa 30 Gemälde von Rembrandt, van Dyck, Lucas Cranach und anderen zusammen. Er sammelte auch Skulpturen, darunter Werke von Auguste Rodin. Er war Mitglied im Kaiser Friedrich-Museums-Verein. Der Nationalgalerie stiftete er 1896 das Gemälde Ansicht von Vétheuil von Claude Monet.
Daneben war er in starkem Maß an Literatur interessiert und veröffentlichte Rezensionen zu zeitgenössischer Literatur und Kunst. In Bad Godesberg, wo er einen Sommersitz besaß, stand er in Verbindung mit Rainer Maria Rilke, mit dem er einen intensiven und langjährigen Briefkontakt unterhielt. Auch auf den Rat Rilkes hin begann von der Heydt selbst zu schreiben. Er veröffentlichte 1905 Variationen und Rhythmen. Das Buch wurde in der zweiten Auflage durch Hinzufügungen erweitert. Von der Heydt schrieb auch Schauspiele, Novellen und Erzählungen. Während des Ersten Weltkriegs veröffentlichte er Gedanken über den Krieg, in dem er das Ende der großbürgerlichen Welt des 19. Jahrhunderts vorausahnte. Während der Novemberrevolution zerbrach seine Freundschaft zu Rilke, der zeitweise der Münchener Räterepublik Sympathien entgegenbrachte.